# Færinger
 "Færing" omdirigeres hertil. For anden betydning, se Færing (båd).
Færinger (færørsk: føroyingar) er et blandet skandinavisk-keltisk folk, som hovedsageligt bor på Færøerne, og som taler færøsk. Færinger født på Færøerne er generelt danske statsborgere, men betragter sig dog som tilhørende en selvstændig nationalitet. Dansk er første fremmedsprog, men udtales oftest på en måde, som betegnes som gøtudanskt.

## Definitioner
Det kan være svært at definere, hvornår en person kan kalde sig færing. Færøerne er ikke en selvstændig stat, og derfor er der heller ikke noget, der hedder færøsk statsborgerskab; færinger er danske statsborgere, hvis ikke de af andre årsager har anden nationalitet end dansk. Loven om Færøernes Hjemmestyre definerer en færing således i § 10: "...Som Færing anses den, der har dansk Statsborgerret og er hjemmehørende paa Færøerne." I praksis bruges sprog, familebaggrund og fødested som indikatorer.
Indenfor idræt taler man dog om færøsk statsborgerskab indenfor idrætsgrene, hvor Færøerne deltager som et land, f.eks. har svømmeren Pál Joensen, som er født og opvokset på Færøerne, færøsk svømmenationalitet. Han svømmer dog for Danmark til OL, da den Olympiske komite ikke har anerkendt Færøerne som deltagerland. En anden svømmer, som er født og opvokset på Færøerne, Magnus Jákupsson, svømmede for Færøerne, indtil han i 2011 skiftede sin svømmenationalitet til dansk. Den færøske håndboldspiller, Jóhan á Plógv Hansen skiftede i 2013 sin håndboldnationalitet til dansk, efter at han var flyttet til Danmark og valgte at satse på dansk klubhåndbold og det danske landshold. På den anden side er der flere eksempler på færøsk/danskere, dvs. personer, som er født og opvokset i Danmark, men som har en en forælder eller bedsteforælder fra Færøerne, som har valgt at spille for Færøerne, det gælder f.eks. fodboldspilleren Christian Holst, som har en færøsk mor og dansk far og er opvokset i Danmark.

## Antal
Der bor 48.196 mennesker på Færøerne pr. 1. januar 2014,. I 2011 var tallet 48.346, hvoraf 45.361 havde færøsk som modersmål. Der findes ikke præcise tal for, hvor mange færinger der bor uden for Færøerne (Danmark iberegnet), men man mener, at tallet ligger mellem 20.000 og 30.000.[kilde mangler] Ifølge en artikel i Politiken fra 2006 boede der 21.687 færinger i Danmark.
I 2011 blev der foretaget en grundig folketælling på Færøerne, hvor der blev spurgt om bl.a. sprog, fødeland, religion, uddannelse mm.
Færinger efter religion i 2011 ifølge Manntal
NB. Det var frivilligt, om folk ville svare på, hvilken religion de mente, at de hørte til. Tallene gælder færinger over 15 år.
- Kristendom: 33.018
- Buddhisme: 66
- Islam: 23
- Bahai: 13
- Jødedom: 12
- Hinduisme: 7
- Sikh: 3
- Tilhører mere end en religion: 85
- Andre religioner, uspes.: 149
- Ingen religion: 1.397
- Ønskede ikke at oplyse religion: 2.210
- Afleverede ikke spørgeskema: 1.160
- Personer i alt over 15 år, som deltog i undersøgelsen: 37.965

Færinger efter modersmål i 2011 ifølge Manntal
Antal af alle spurgte færinger bosat på Færøerne: 48.346
- Færøsk: 45.361
- Dansk: 1.546
- Andre nordiske sprog: 411
- Andre europæiske sprog: 607
- Asiatiske sprog: 290
- Sprog fra Mellemøsten og Nordafrika: 40
- Andre afrikanske sprog: 31
- Tegnsprog: 18
- Intet sprog: 41

## Kendte færinger
- Tróndur í Gøtu: vikingehøvding (ca 945 – 1035). Central person i Færingesagaen.
- Turið Torkilsdóttir: første historisk beskrevne færøske kvinde (ca. 960 – ca. 1047)
- Sigmundur Brestisson: vikingehøvding (961 – 1005). Central person i Færingesagaen
- Nólsoyar Páll: skipper, poet og nationalhelt (1766 – 1808/1809)
- Niels Ryberg Finsen: nobelprismodtager i medicin (1860 – 1904)
- Jóannes Patursson: kongsbonde og politiker (1866 – 1946)
- William Heinesen: forfatter og kunstner (1900 – 1991)
- Sámal Joensen-Mikines: billedkunstner (1906 – 1979)
- Dorete Bloch: biolog og fil.dr., chef for Færøernes Naturhistoriske Museum (født 1943)
- Tróndur Patursson: billedhugger og kunstner (født 1944)
- Kristian Blak: pianist og komponist af klassisk musik, jazz og rock (født 1947)
- Jens-Kjeld Jensen: ornitolog og fugleudstopper, forfatter, (født 1949)
- Guðrið Hansdóttir: sanger, sangskriver og komponist (født 1980)
- Eivør Pálsdóttir: sangerinde og komponist (født 1983)
- Pál Joensen: langdistancesvømmer (født 1990)

- Færøsk mand og hans familie i Hvalvík
- William Heinesen
- Seks færinge (Jákup Dahl, Magnus Dahl, Jógvan Waagstein, Janus Djurhuus, Petur Dahl, Oluf Skaalum)
- Joannes Patursson (1866 – 1946) (billede fra ca. 1900)
- Venceslaus Ulricus Hammershaimb, præst og filolog (1818 – 1909)
- Student (2006)
- Studine (2006)